# Franz Oberwinkler
Franz Oberwinkler (né le 22 mai 1939 à Bad Reichenhall (Haute-Bavière, Allemagne) et décédé le 15 mars 2018 à Tübingen) est un mycologue allemand spécialisé dans la morphologie, l'écologie et la phylogénie des Basidiomycètes.

## Biographie
Franz Oberwinkler obtient son doctorat en 1965 à l'Université de Munich sous la direction de Josef Poelt. De 1967 à 1974, il est assistant de recherche et chargé de cours à l'Institut de botanique systématique de l'Université de Munich, dont il est devenu professeur en 1972. De 1968 à 1969, Franz Oberwinkler est expert scientifique pour l'Organisation des Nations unies pour l'alimentation et l'agriculture à l'Instituto Forestal Latino-Americano de Mérida, au Venezuela.
En 1974, il succède à Karl Mägdefrau à la chaire de systématique en botanique et mycologie de l'Université de Tübingen et, de 1974 jusqu'à sa retraite en 2008, il en dirige le jardin botanique. En 2002, il est le fondateur et éditeur en chef du journal universitaire « Mycological Progress ». Entre 1962 et 2010, il est l'auteur et le coauteur de 340 publications. Avec son collègue Robert Bauer, il met au point une microscopie électronique adaptée aux Basidiomycètes et effectue des recherches sur leurs composants. Cette approche mène plus tard à la découverte de strobilurines et d'autres substances importantes pour le développement de substances actives destinées à être utilisées dans les produits pharmaceutiques et la protection des cultures.
Franz Oberwinkler prend sa retraite en 2008, devenant professeur émérite du " Organismic Botany Group " de l'université et continue à être rédacteur en chef de la revue universitaire mycologique. En 2010, il reçoit plusieurs prix, dont la médaille de Bary de l'International Mycological Association (d) (IMA) pour avoir révolutionné la compréhension de l'évolution et de la systématique des Basidiomycètes.

## Hommages taxonomiques
En hommage à son œuvre, quelques taxons portent son nom : 
- Sphaerobasidioscypha oberwinkleri Agerer (1983)[3]
- Thecaphora oberwinkleri Vánky (1988) [4]
- Oberwinkleria Vánky & R. Bauer (1995)[5]
- Amanita oberwinklerana Zhu L. Yang & Yoshim (1999)[6]
- Uromyces oberwinklerianus Berndt (2004)[7]
- Oberwinklerozyma Q.M.Wang et al., 2015[8]